# Chinese Basketball Association 2024-25
La Chinese Basketball Association 2024-25 fue la edición número 30 de la CBA, la primera división del baloncesto profesional de China. La temporada regular comenzó el 12 de octubre de 2024, y terminó en marzo de 2025, dando paso a los playoffs. Los campeones fueron los Zhejiang Lions, que lograban así su primer campeonato.

## Equipos
| Equipo                    | Entrenador        | Ciudad    | Pabellón                             | Capacidad | Ref.   |
| ------------------------- | ----------------- | --------- | ------------------------------------ | --------- | ------ |
| Beijing Ducks             | Xie Libin         | Beijing   | Cadillac Center                      | 17,178    | [ 1 ]  |
| Beijing Royal Fighters    | Min Lulei         | Beijing   | Olympic Sports Center Gymnasium      | 6,500     | [ 2 ]  |
| Fujian Sturgeons          | Zhu Shilong       | Jinjiang  | Zuchang Gymnasium                    | 4,500     | [ 3 ]  |
| Guangdong Southern Tigers | Du Feng           | Dongguan  | Dongguan Basketball Center           | 16,000    | [ 4 ]  |
| Guangzhou Loong Lions     | Guo Shiqiang      | Guangzhou | Tianhe Gymnasium                     | 8,000     | [ 5 ]  |
| Jiangsu Dragons           | Yi Li             | Suzhou    | Suzhou Sports Center Gymnasium       | 6,000     | [ 6 ]  |
| Jilin Northeast Tigers    | Gao Junchao       | Changchun | Changchun Gymnasium                  | 4,000     | [ 7 ]  |
| Liaoning Flying Leopards  | Yang Ming         | Shenyang  | Liaoning Gymnasium                   | 12,000    | [ 8 ]  |
| Nanjing Monkey Kings      | Shirelijan Muxtar | Nanjing   | Wutaishan Gymnasium                  | 9,300     | [ 9 ]  |
| Ningbo Rockets            | Adiljan Suleyman  | Ningbo    | Ningbo Youngor Gynmasium             | 5,000     |        |
| Qingdao Eagles            | Liu Weiwei        | Qingdao   | Conson Gymnasium                     | 12,500    | [ 10 ] |
| Shandong Hi-Speed Kirin   | Ding Wei          | Jinan     | Shandong Arena                       | 8,000     | [ 11 ] |
| Shanghai Sharks           | Liu Peng          | Shanghai  | Yuanshen Sports Centre Gymnasium     | 5,091     | [ 12 ] |
| Shanxi Loongs             | Yang Xuezeng      | Taiyuan   | Shanxi Sports Centre Gymnasium       | 8,131     | [ 13 ] |
| Shenzhen Leopards         | Zheng Yonggang    | Shenzhen  | Shenzhen Dayun Arena                 | 18,000    | [ 14 ] |
| Sichuan Blue Whales       | Mo Ke             | Chengdu   | Wenjiang Gymnasium                   | 4,500     | [ 15 ] |
| Tianjin Pioneers          | Zhang Qingpeng    | Tianjin   | TUFE Gymnasium                       | 4,000     | [ 16 ] |
| Xinjiang Flying Tigers    | Qiu Biao          | Ürümqi    | Hongshan Arena                       | 4,000     | [ 17 ] |
| Zhejiang Golden Bulls     | Wang Shilong      | Hangzhou  | Binjiang Gymnasium                   | 5,000     | [ 18 ] |
| Zhejiang Lions            | Wang Bo           | Hangzhou  | Zhuji Jiyang Sports Center Gymnasium | 6,077     | [ 19 ] |

## Temporada regular

### Clasificación
Actualizada: completa
| Pos. | Equipo                    | PJ | G  | P  | Pts | Clasificación o descenso           |
| ---- | ------------------------- | -- | -- | -- | --- | ---------------------------------- |
| 1    | Zhejiang Lions            | 46 | 39 | 7  | 85  | Clasificados para cuartos de final |
| 2    | Shanxi Loongs             | 46 | 34 | 12 | 80  | Clasificados para cuartos de final |
| 3    | Beijing Ducks             | 46 | 32 | 14 | 78  | Clasificados para cuartos de final |
| 4    | Liaoning Flying Leopards  | 46 | 32 | 14 | 78  | Clasificados para cuartos de final |
| 5    | Xinjiang Flying Tigers    | 46 | 32 | 14 | 78  | Clasificados para 1.ª ronda        |
| 6    | Shandong Hi-Speed Kirin   | 46 | 32 | 14 | 78  | Clasificados para 1.ª ronda        |
| 7    | Guangdong Southern Tigers | 46 | 31 | 15 | 77  | Clasificados para 1.ª ronda        |
| 8    | Qingdao Eagles            | 46 | 31 | 15 | 77  | Clasificados para 1.ª ronda        |
| 9    | Zhejiang Golden Bulls     | 46 | 30 | 16 | 76  | Clasificados para 1.ª ronda        |
| 10   | Shanghai Sharks           | 46 | 28 | 18 | 74  | Clasificados para 1.ª ronda        |
| 11   | Beijing Royal Fighters    | 46 | 27 | 19 | 73  | Clasificados para 1.ª ronda        |
| 12   | Nanjing Monkey Kings      | 46 | 23 | 23 | 69  | Clasificados para 1.ª ronda        |
| 13   | Shenzhen Leopards         | 46 | 17 | 29 | 63  |                                    |
| 14   | Jilin Northeast Tigers    | 46 | 14 | 32 | 60  |                                    |
| 15   | Guangzhou Loong Lions     | 46 | 12 | 34 | 58  |                                    |
| 16   | Tianjin Pioneers          | 46 | 12 | 34 | 58  |                                    |
| 17   | Ningbo Rockets            | 46 | 10 | 36 | 56  |                                    |
| 18   | Fujian Sturgeons          | 46 | 9  | 37 | 55  |                                    |
| 19   | Sichuan Blue Whales       | 46 | 9  | 37 | 55  |                                    |
| 20   | Jiangsu Dragons           | 46 | 6  | 40 | 52  |                                    |

 Fuente: CBA

## Playoffs
Los playoffs comenzaron el 4 de abril de 2025, y terminaron el 5 de mayo.
|  | Primera ronda Al mejor de 3 | Primera ronda Al mejor de 3 | Primera ronda Al mejor de 3 |  |  | Cuartos de final Al mejor de 5 | Cuartos de final Al mejor de 5 | Cuartos de final Al mejor de 5 |                          |   | Semifinales Al mejor de 5 | Semifinales Al mejor de 5 | Semifinales Al mejor de 5 |               |   | Finales Al mejor de 7 | Finales Al mejor de 7 | Finales Al mejor de 7 |  |
|  |                             |                             |                             |  |  |                                |                                |                                |                          |   |                           |                           |                           |               |   |                       |                       |                       |  |
|  |                             |                             |                             |  |  | 1                              | Zhejiang Lions                 | 3                              |                          |   |                           |                           |                           |               |   |                       |                       |                       |  |
|  | 8                           | Qingdao Eagles              | 2                           |  |  | 8                              | Qingdao Eagles                 | 2                              |                          |   |                           |                           |                           |               |   |                       |                       |                       |  |
|  | 9                           | Zhejiang Golden Bulls       | 1                           |  |  |                                |                                |                                |                          |   | 1                         | Zhejiang Lions            | 3                         |               |   |                       |                       |                       |  |
|  |                             |                             |                             |  |  |                                |                                | 4                              | Liaoning Flying Leopards | 0 |                           |                           |                           |               |   |                       |                       |                       |  |
|  |                             |                             |                             |  |  | 4                              | Liaoning Flying Leopards       | 3                              |                          |   |                           |                           |                           |               |   |                       |                       |                       |  |
|  | 5                           | Xinjiang Flying Tigers      | 2                           |  |  | 5                              | Xinjiang Flying Tigers         | 0                              |                          |   |                           |                           |                           |               |   |                       |                       |                       |  |
|  | 12                          | Nanjing Monkey Kings        | 0                           |  |  |                                |                                |                                |                          |   | 1                         | Zhejiang Lions            | 4                         |               |   |                       |                       |                       |  |
|  |                             |                             |                             |  |  |                                |                                |                                |                          |   |                           |                           | 3                         | Beijing Ducks | 2 |                       |                       |                       |  |
|  |                             |                             |                             |  |  | 2                              | Shanxi Loongs                  | 3                              |                          |   |                           |                           |                           |               |   |                       |                       |                       |  |
|  | 7                           | Guangdong Southern Tigers   | 2                           |  |  | 7                              | Guangdong Southern Tigers      | 0                              |                          |   |                           |                           |                           |               |   |                       |                       |                       |  |
|  | 10                          | Shanghai Sharks             | 1                           |  |  |                                |                                |                                |                          |   | 2                         | Shanxi Loongs             | 0                         |               |   |                       |                       |                       |  |
|  |                             |                             |                             |  |  |                                |                                | 3                              | Beijing Ducks            | 3 |                           |                           |                           |               |   |                       |                       |                       |  |
|  |                             |                             |                             |  |  | 3                              | Beijing Ducks                  | 3                              |                          |   |                           |                           |                           |               |   |                       |                       |                       |  |
|  | 6                           | Shandong Hi-Speed Kirin     | 0                           |  |  | 11                             | Beijing Royal Fighters         | 1                              |                          |   |                           |                           |                           |               |   |                       |                       |                       |  |
|  | 11                          | Beijing Royal Fighters      | 2                           |  |  |                                |                                |                                |                          |   |                           |                           |                           |               |   |                       |                       |                       |  |